# Manuel de Almeida e Vasconcelos de Soveral
Manuel de Almeida e Vasconcelos de Soveral, 1.º conde da Lapa, foi um administrador colonial português que exerceu o cargo de Governador e de Capitão-General na Capitania-Geral do Reino de Angola entre 1790 e 1797, tendo sido antecedido por José de Almeida e Vasconcelos de Soveral e Carvalho Soares de Albergaria, 1.º visconde da Lapa e sucedido por Miguel António de Melo.